# Bakteriální vaginóza
Bakteriální vaginóza (BV), rovněž známá jako vaginální bakterióza nebo Gardnerella vaginitis, je onemocnění vagíny zapříčiněné nadměrným množstvím bakterií. Mezi obvyklé symptomy patří zvýšený vaginální výtok, který často páchne rybinou. Výtok má obvykle bílou nebo šedou barvu. Může se objevit pálení při močení. Svědění není obvyklé. Občas se nemusí projevovat žádné symptomy. Nákaza BV zvyšuje riziko nákazy řadou dalších pohlavně přenosných onemocnění včetně HIV/AIDS. Rovněž zvyšuje riziko předčasného porodu u těhotných žen.

## Příčina a diagnóza
BV je zapříčiněna nerovnováhou bakterií přirozeně se vyskytujících ve vagině. Dochází ke změně nejběžnějšího typu bakterie a k celkovému zvýšení počtu bakterií v řádu stonásobků až tisícinásobků. Mezi rizikové faktory patří výplachy, nový sexuální partner nebo více sexuálních partnerů, antibiotika a používání nitroděložního tělíska. Není však považována za pohlavně přenosné onemocnění. Diagnóza je stanovována na základě symptomů a může být dále ověřena testováním vaginálního výtoku a zjištěním vyššího než normálního vaginálního pH a velkého množství bakterií. BV je často zaměňována za vaginální kvasinkovou infekci nebo infekci bičenkou poševní.

## Prevence a léčba
Léčba obvykle probíhá pomocí antibiotik, klindamycinu nebo metronidazolu. Tyto léky mohou být použity i ve druhém a třetím trimestru těhotenství. Po léčbě se však onemocnění často vrací. Probiotika mohou pomoci zabránit opětovnému onemocnění. Je nejasné, zda má použití probiotik nebo antibiotik vliv na těhotenství.

## Epidemiologie a historie
BV je nejčastější vaginální infekcí u žen v reproduktivním věku. Procentuální podíl postižených žen v daném okamžiku se pohybuje mezi 5 a 70 %. BV je nejběžnější v částech Afriky, nejméně běžná je v Asii a v Evropě. Ve Spojených státech amerických je infekcí postiženo přibližně 30 % žen ve věku od 14 do 49 let. Počty nakažených osob se v dané zemi liší v závislosti na etnické skupině. Ačkoli symptomy podobné BV byly popisovány v průběhu celé zaznamenané historie, první jasně zdokumentovaný případ pochází z roku 1894.